# Aracy Cortes
Zilda de Carvalho Espíndola, conhecida como Aracy Cortes, (Rio de Janeiro, 31 de março de 1904 — Rio de Janeiro, 8 de janeiro de 1985) foi uma cantora brasileira.
Nascida no Estácio, foi criada pela madrinha muito severa; cresceu e mudou-se com a família para o Catumbi, aonde teve como vizinho um rapaz negro que tocava flauta, Pixinguinha, o fundador do grupo Oito batutas.
Por iniciativa própria começou a cantar em vários teatros da cidade, tornando-se conhecida pela voz de timbre soprano e o jeito personalista de cantar. O reconhecimento veio com a música Que Pedaço, de Sena Pinto (1923), e em seguida outro sucesso, Jura, de Sinhô (1928). Na esteira do sucesso e já muito enfronhada com o mundo da música, foi ela quem lançou também, na década de 1930, outros compositores, então desconhecidos: Ary Barroso e Assis Valente. Com apresentações recorrentes nos teatros de revista, que reuniam a nata do meio artístico, projetou-se como a primeira grande cantora popular, destacando-se em meio ao quase exclusivismo das vozes masculinas da época. Foi dela também a primeira audição de Aquarela do Brasil (Ary Barroso), a primeira e mais importante canção exportada para os EUA, inaugurando o gênero samba-exaltação.
Aracy revelou-se um dos maiores nomes do gênero samba-canção. Comparado ao bolero pela exploração e exaltação do tema amor-romântico ou pelo sofrimento de um amor não realizado, foi chamado também de dor-de-cotovelo ou fossa. O samba-canção (surgido na década de 30) antecedeu o movimento da bossa nova (surgido ao final da década de 1950), com o qual Maysa Matarazzo já foi identificada. Mas este último representou um refinamento e uma maior leveza nas melodias e interpretações em detrimento do drama e das melodias ressentidas, da dor-de-cotovelo e da melancolia.

## Maiores sucessos
- 1925 - Petropolitana
- 1925 - Serenata de Toselli
- 1925 - A Casinha (A Casinha da Colina)
- 1926 - Serenata de Toselli
- 1928 - Chora, Violão
- 1928 - Jura
- 1929 - Ai, Ioiô
- 1929 - Yaya (Linda flor)
- 1929 - "A polícia já foi lá em casa"
- 1929 - "Vão por mim" - com Francisco Alves
- 1929 - "Baianinha"
- 1930 - Você Não Era Assim
- 1931 - Quero Sossego
- 1931 - Reminiscências
- 1932 - Tem Francesa no Morro
- 1932 - Dentinho de Ouro
- 1932 - Que é Que…?
- 1951 - Eu Sou Assim
- 1951 - Eu Sou Assim